# Georg Placke

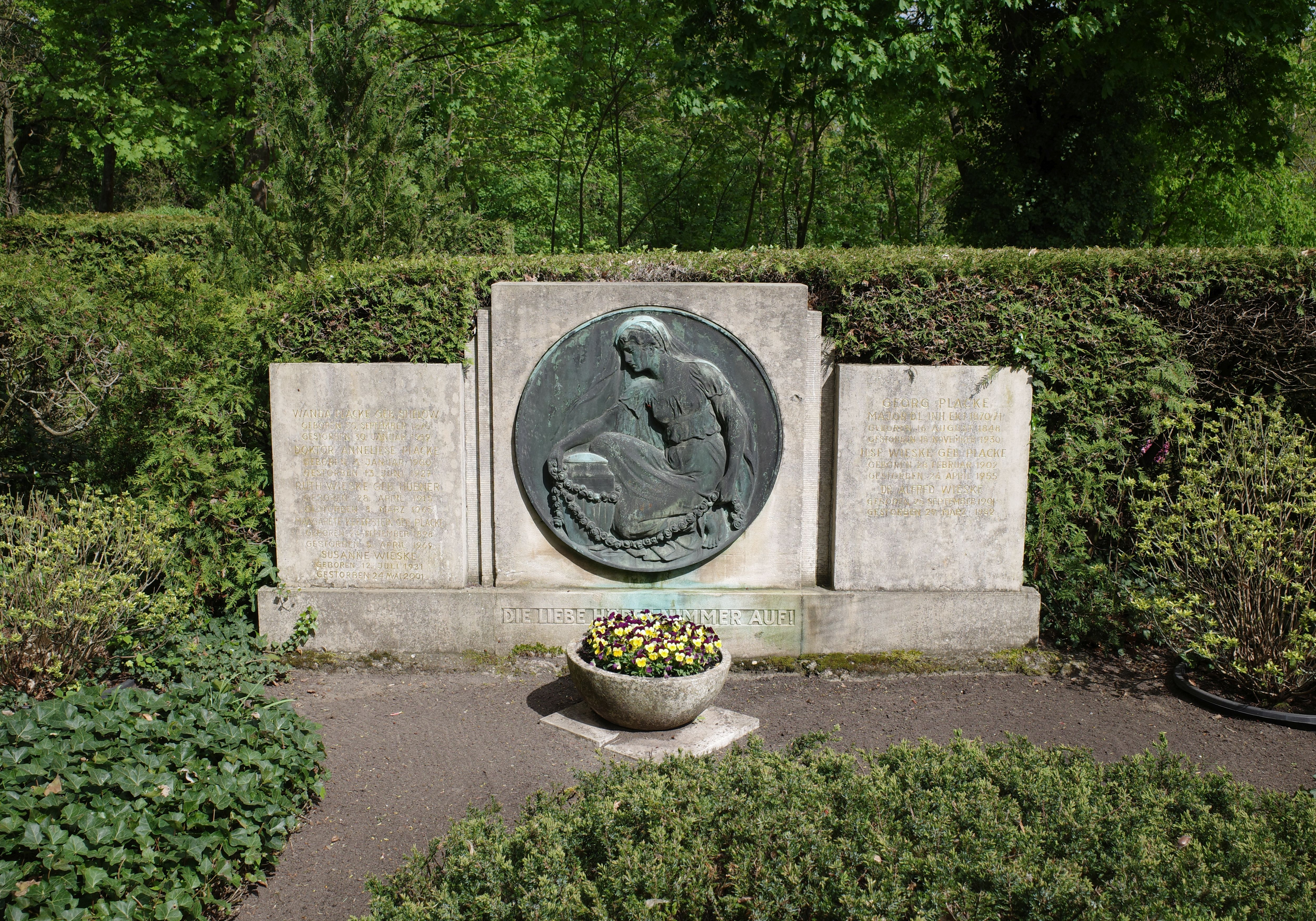
Grab der Familie Georg Placke

Georg Placke (* 16. August 1848 in Aken; † 15. November 1930 ebenda; vollständiger Name: Georg Heinrich Carl Placke) war ein deutscher Kaufmann und Unternehmer sowie Mitglied des Deutschen Reichstags.

## Leben
Placke besuchte die lateinische Hauptschule in Halle an der Saale, zwischen 1865 und 1873 absolvierte er eine kaufmännische Lehre und den Militärdienst als Einjährig-Freiwilliger. Er nahm am Deutsch-Französischen Krieg 1870/1871 als Leutnant der Reserve im Infanterie-Regiment Nr. 67 teil und wurde mit dem Eisernen Kreuz I. Klasse ausgezeichnet. Placke studierte 1874–1875 an der Universität Halle. Anschließend arbeitete er zunächst als  Prokurist und Generalbevollmächtigter im Industrie-Unternehmen von Carl Adolf Riebeck in Halle. Ab 1876 war er selbständig in Aken tätig, u. a. als Besitzer der heute noch existierenden Schiffswerft Georg Placke.
Weiter war er Beigeordneter (Zweiter Bürgermeister) der Stadt Aken, Mitglied des Kreistags und des Kreisausschusses des Landkreises Calbe sowie Hauptmann der „Landwehr I. Aufgebots“. Von 1893 bis 1898 und von Februar 1900 bis 1903 war er Mitglied des Deutschen Reichstags für den Wahlkreis Regierungsbezirk Magdeburg 7 Aschersleben, Quedlinburg, Calbe an der Saale und die Nationalliberale Partei.
Als 1904 die Großeinkaufs-Gesellschaft Deutscher Consumvereine den Bau einer Seifenfabrik – als ersten genossenschaftseigenen Produktionsbetrieb in Deutschland – in Aken plante und dafür bereits die Parzellen 390, 391, 392 und 393a mit zusammen 28.400 qm zum Preis von rund 50.000 Mark erworben hatte, formierte sich im konservativen städtischen Mittelstand eine starke Opposition gegen das Bauvorhaben, die zwar vor allem formale, rechtliche Bedenken äußerte, aber auch erkennbar politisch motiviert war. Georg Placke, der zu dieser Zeit auch das Amt des Deichhauptmanns ausübte, formulierte z. B. Bedenken hinsichtlich der Abwasserbelastung durch eine Seifenfabrik – während ein damals an anderer Stelle der Stadt geplantes und am 22. März 1905 in Betrieb genommenes großes Kraftstoff-Tanklager von ihm und den anderen kommunalen Akteuren unterstützt wurde.
Im März 1915 verlieh ihm die Stadt Aken die Ehrenbürgerwürde.